# Loxostemon
Loxostemon es un género de plantas fanerógamas de la familia Brassicaceae. Comprende diez especies. 
Es considerado un sinónimo del género Cardamine L.

## Especies seleccionadas
| - Loxostemon axillus - Loxostemon delavayi - Loxostemon granulifer - Loxostemon incanus - Loxostemon loxostemonoides | - Loxostemon pulchellus - Loxostemon purpurascens - Loxostemon repens - Loxostemon smithii - Loxostemon stenolobus |